# Паталов, Евгений Гургенович
Евгений Гургенович Паталов (встречается написание фамилии: Поталов, Фаталов; 20 ноября 1925, Харбин, Китайская Республика — 9 марта 2019, Москва) — советский и армянский государственный деятель, министр внутренних дел Армянской ССР (1974—1983).

## Биография
Родился в г. Харбине. Семья проживала в Москве.
В 1941 г. был с семьей был эвакуирован в Омск. Участник Великой Отечественной войны. Сержант. Участник Парада Победы 24 июня 1945 г.
В 1946 г. окончил Московское Краснознаменное военно-инженерное училище (КВИУ). Получил направление в Западную Белоруссию, командовал спаренным взводом. Затем участвовал в строительстве аэродромов в Казани и Вазиани близ Тбилиси, осуществлении инженерных работ в подмосковных Луховицах, в Омске и под Пермью. В 24 года принял командование ротой. В 1956 г. после 12 лет службы был уволен по сокращению.
Вернувшись в Москву, поступил на должность оперуполномоченного уголовного розыска 126 ОВД Ленинского района. Одновременно учился вечерней школе, а затем — в Высшей школе милиции. Позднее служил в уголовном розыске Фрунзенского района, затем — вернулся руководить сыщиками в Ленинский. Возглавлял ОВД Тимирязевского района.
- 1966—1971 гг. — заместитель начальника МУРа. Курировал несколько направлений работы по особо тяжким преступлениям — убийствам, разбоям, грабежам, преступлениям против личности и против иностранцев, а также совершенных иностранцами,
- 1971—1974 гг. — начальник УВД исполнительного комитета Кировского областного Совета.

В 1974—1983 гг. — министр внутренних дел Армянской ССР. Генерал-лейтенант внутренней службы. В ноябре 1983 г. — подал в отставку. 

 «Закончил я службу в Армении после того, как Щелокова сменил Федорчук, который начал безо всякого на то основания реформировать МВД. Этого случайного назначенца профессионалы не приняли. Начались конфликты. Федорчук направил в Армению комиссию из 70 проверяющих, те пропахали вдоль и поперек, но ничего „остренького“ не нашли. О чем министру и доложили. Федорчук сильно осерчал и заслал еще одну бригаду из 80 контролеров. Результат практически тот же. И тут в Ереване происходит изнасилование несовершеннолетней, а МВД Армении, мол, молчит. Сразу же звонит Федорчук: освобождай начальников управления уголовного розыска и начальника ОВД. Я объясняю: родители потерпевшей отказываются заявить о случившемся, не хотят огласки, а заводить уголовное дело без этого нельзя. Уволить своих сотрудников не могу — не вижу причин. В ответ было велено подавать в отставку самому…». — 
Находясь на пенсии, активно работал в Совете ветеранов МУРа, помогая становлению молодых сыщиков.
Заслуженный работник МВД СССР.
Похоронен в закрытом колумбарии на Ваганьковском кладбище.